# Deklaracja niepodległości Królestwa Polskiego (1918)
Deklaracja niepodległości Królestwa Polskiego (lub Orędzie Rady Regencyjnej do Narodu Polskiego) – akt Rady Regencyjnej Królestwa Polskiego z 7 października 1918 roku, ogłaszający niepodległość Polski.
W obliczu porażki państw centralnych podczas I wojny światowej, stronnictwa polityczne na ziemiach polskich rozpoczęły przygotowania do przejęcia władzy z rąk administracji niemieckiej i austriacko-węgierskiej. Starania w tym kierunku od kilku miesięcy podejmowała również Rada Regencyjna. W orędziu z 13 lutego 1918 roku w ramach protestu przeciwko postanowieniom traktatu brzeskiego z Ukraińską Republiką Ludową ogłosiła „prawo sprawowania zwierzchniej władzy państwowej opierając się na woli Narodu, wierząc, że Naród pragnie posiadać symbol swej niepodległości i około tego symbolu stanąć zamierza”, tworząc jednocześnie nową Radę Stanu, całkowicie powoływaną przez siebie.

## Postanowienia
Rada Regencyjna powołując się na zbliżający się pokój, dający szansę na „ziszczenie nigdy nieprzedawnionych dążeń narodu polskiego do zupełnej niepodległości”, zadeklarowała jednocześnie opieranie się na 14 punktach Wilsona.
W celu spełnienia celu, jakim było utworzenie niepodległego państwa, zapowiedziano:
1. Rozwiązanie Rady Stanu.
2. Powołanie rządu, złożonego z przedstawicieli różnych warstw społecznych i ugrupowań politycznych.
3. Nałożenie na nowy rząd obowiązku wypracowania demokratycznej ordynacji wyborczej do Sejmu.
4. Niezwłoczne zwołanie nowowybranego Sejmu i poddanie mu przez Radę dalszego sprawowania władzy zwierzchniej.

## Skutki i reakcje
Deklaracja od razu stała się podstawą do wszystkich późniejszych decyzji Rady. 12 października Rada wprowadziła nowy wzór przysięgi żołnierzy, ślubujących od tego dnia „wierność Państwu Polskiemu i Radzie Regencyjnej, jako tymczasowej zastępczyni przyszłej Władzy Zwierzchniej Państwa Polskiego”, a 23 października, bez konsultacji z władzami okupacyjnymi, powołała nowy rząd Józefa Świeżyńskiego. Dekretem w przedmiocie tymczasowego wykonywania władzy ustawodawczej z 15 października Rada Regencyjna do czasu zapowiedzianego zwołania Sejmu przyznała sobie prawo wydawania rozporządzeń z mocą ustawy. 18 października Generalny Gubernator Warszawski Hans Hartwig von Beseler uznał zwierzchnictwo Rady Regencyjnej nad wojskiem, a 24 października złożył na jej ręce urząd naczelnego dowódcy.
Deklaracja Rady spotkała się z wyrazami uznania ze strony sporej części sceny politycznej. Nie doprowadziła jednak do znaczącego wzrostu poparcia społecznego dla Rady m.in. ze względu na wcześniejsze powiązania z władzami państw centralnych. Nawet powołany przez nią rząd odmówił jej posłuszeństwa. Jednocześnie państwa zachodnie za reprezentację odradzającego się państwa polskiego uznawały rezydujący w Paryżu Komitet Narodowy Polski.
Począwszy od dwudziestolecia międzywojennego, 7 października jest uznawany jako dzień odzyskania niepodległości głównie przez środowiska monarchistyczne, w kontrze do obchodów 11 listopada.